# Kaiserpokal 2004
Der Kaiserpokal 2004 war die 84. Austragung des Kaiserpokals, des höchsten japanischen Fußballpokalwettbewerbs. Sieger des Wettbewerbs waren die Tokyo Verdy 1969.

## Ergebnisse

### 1. Runde
|                                  | Ergebnis |                                      |
| -------------------------------- | -------- | ------------------------------------ |
| Yamaguchi Teachers               | 0:3      | FC Ryukyu                            |
| Chukyo High School               | 0:1      | Japan Soccer College                 |
| Alouette Kumamoto                | 5:2      | Mitsubishi Heavy Industries Nagasaki |
| Universität Kōchi                | 2:1      | Hannan-Universität                   |
| Fuji-Universität                 | 0:1      | Oita Trinita U-18                    |
| TDK                              | 2:3      | SC Tottori                           |
| Universität Saga                 | 2:0      | Haguro High School                   |
| Universität Hachinohe            | 3:1      | Central Kobe                         |
| Wirtschaftsuniversität Hiroshima | 4:0      | Sanyo Electric Tokushima             |
| Renaiss Gakuen Koka              | 2:3      | Mitsubishi Mizushima                 |
| Teikyo Daisan High School        | 1:4      | Honda Lock                           |
| Maruoka High School              | 1:6      | Sony Sendai FC                       |

### 2. Runde
|                             | Ergebnis        |                                  |
| --------------------------- | --------------- | -------------------------------- |
| Universität Fukuoka         | 0:1             | FC Ryukyu                        |
| Matto FC                    | 0:6             | Thespa Kusatsu                   |
| Sportuniversität Kanoya     | 0:2             | Momoyama-Gakuin-Universität      |
| JEF United Ichihara Amateur | 0:0 (2:4 i. E.) | Japan Soccer College             |
| Universität Sapporo         | 2:3             | Honda                            |
| FC Central Chugoku          | 1:1 (5:4 i. E.) | Shizuoka FC                      |
| Takamatsu Kita High School  | 0:2             | Alouette Kumamoto                |
| Ehime FC                    | 3:0             | Universität Kōchi                |
| Kihoku Shukyudan            | 1:2             | Oita Trinita U-18                |
| Tochigi SC                  | 1:0             | SC Tottori                       |
| Tenri-Universität           | 3:1             | Universität Saga                 |
| Universität Yokkaichi       | 3:8             | Universität Hachinohe            |
| ALO's Hokuriku              | 2:0             | Wirtschaftsuniversität Hiroshima |
| Sagawa Printing             | 2:1             | Mitsubishi Mizushima             |
| Nagano Elsa                 | 1:4             | Honda Lock                       |
| Yumoto High School          | 0:5             | Sony Sendai FC                   |
| Tōkai-Universität           | 3:2             | Otsuka Pharmaceutical            |
| Gunma FC Horikoshi          | 2:1             | Honda Luminoso Sayama            |
| Chūkyō-Universität          | 2:1             | Komazawa-Universität             |
| Ryūtsū-Keizai-Universität   | 0:2             | Sagawa Express Tokyo             |

### 3. Runde
|                    | Ergebnis |                             |
| ------------------ | -------- | --------------------------- |
| Montedio Yamagata  | 3:2      | FC Ryukyu                   |
| Thespa Kusatsu     | 1:0      | Momoyama-Gakuin-Universität |
| Kyoto Purple Sanga | 11:2     | Japan Soccer College        |
| Honda              | 8:0      | FC Central Chugoku          |
| Mito HollyHock     | 4:0      | Alouette Kumamoto           |
| Kawasaki Frontale  | 4:0      | Ehime FC                    |
| Yokohama FC        | 4:0      | Oita Trinita U-18           |
| Sagan Tosu         | 2:0      | Tochigi SC                  |
| Avispa Fukuoka     | 9:1      | Tenri-Universität           |
| Shonan Bellmare    | 1:0      | Universität Hachinohe       |
| Omiya Ardija       | 2:1      | ALO's Hokuriku              |
| Vegalta Sendai     | 2:0      | Sagawa Printing             |
| Consadole Sapporo  | 2:1      | Honda Lock                  |
| Ventforet Kofu     | 1:0      | Sony Sendai FC              |
| Tōkai-Universität  | 1:2      | Gunma FC Horikoshi          |
| Chūkyō-Universität | 2:3      | Sagawa Express Tokyo        |

### 4. Runde
|                      | Ergebnis |                     |
| -------------------- | -------- | ------------------- |
| Montedio Yamagata    | 1:2      | Yokohama F. Marinos |
| Cerezo Osaka         | 1:2      | Thespa Kusatsu      |
| Kyoto Purple Sanga   | 1:2      | Tokyo Verdy 1969    |
| Nagoya Grampus Eight | 3:0      | Honda               |
| Mito HollyHock       | 0:1      | Kashima Antlers     |
| Kawasaki Frontale    | 3:2      | Vissel Kobe         |
| Yokohama FC          | 1:0      | Sanfrecce Hiroshima |
| Sagan Tosu           | 1:3      | Gamba Osaka         |
| Avispa Fukuoka       | 1:3      | Urawa Reds          |
| Shonan Bellmare      | 3:2      | Albirex Niigata     |
| Shimizu S-Pulse      | 0:1      | Omiya Ardija        |
| Vegalta Sendai       | 0:1      | FC Tokyo            |
| Consadole Sapporo    | 2:1      | JEF United Ichihara |
| Ventforet Kofu       | 1:2      | Oita Trinita        |
| Kashiwa Reysol       | 0:1      | Gunma FC Horikoshi  |
| Sagawa Express Tokyo | 2:3      | Júbilo Iwata        |

### Achtelfinale
|                     | Ergebnis |                      |
| ------------------- | -------- | -------------------- |
| Yokohama F. Marinos | 1:2      | Thespa Kusatsu       |
| Tokyo Verdy 1969    | 2:1      | Nagoya Grampus Eight |
| Kashima Antlers     | 3:2      | Kawasaki Frontale    |
| Yokohama FC         | 0:5      | Gamba Osaka          |
| Urawa Reds          | 3:0      | Shonan Bellmare      |
| Omiya Ardija        | 3:6      | FC Tokyo             |
| Consadole Sapporo   | 1:0      | Oita Trinita         |
| Gunma FC Horikoshi  | 1:2      | Júbilo Iwata         |

### Viertelfinale
|                   | Ergebnis |                  |
| ----------------- | -------- | ---------------- |
| Thespa Kusatsu    | 0:3      | Tokyo Verdy 1969 |
| Kashima Antlers   | 0:1      | Gamba Osaka      |
| Urawa Reds        | 2:1      | FC Tokyo         |
| Consadole Sapporo | 0:1      | Júbilo Iwata     |

### Halbfinale
|                  | Ergebnis |              |
| ---------------- | -------- | ------------ |
| Tokyo Verdy 1969 | 3:1      | Gamba Osaka  |
| Urawa Reds       | 1:2      | Júbilo Iwata |

### Finale
|                  | Ergebnis |              |
| ---------------- | -------- | ------------ |
| Tokyo Verdy 1969 | 2:1      | Júbilo Iwata |